# Conus jaspideus
Conus jaspideus é uma espécie de gastrópode do gênero Conus, pertencente à família Conidae.